# Copiloto
Copiloto (AO 1945: co-piloto), na aviação chamado Primeiro Oficial (First Officer ou F/O), é um indivíduo que ajuda o piloto a efetuar a condução de um veículo especifico (carros, aeronaves, espaçonaves, embarcações ou motocicletas). São utilizados conhecimentos técnicos na manipulação e observação de parâmetros, tais como: velocidade, altitude, pressões, temperaturas, marchas, rotações por minuto de um motor, consumo de combustível entre outras.
Na maioria das circunstâncias, os aspectos físicos e psicológicos são extremamente importantes na conduta deste profissional.